# Claudio García
Claudio Omar García (ur. 24 sierpnia 1963 w Buenos Aires) – argentyński piłkarz, grający na pozycji napastnika.

## Kariera klubowa
Claudio García rozpoczął karierę w 1981 roku w pierwszoligowym CA Huracán. Po spadku z ligi Huracánu García przeszedł do Club Atlético Vélez Sársfield. W latach 1988–1990 występował w Olympique Lyon. Z Lyonem awansował do Ligue 1. Po powrocie do Argentyny został zawodnikiem Racing Club de Avellaneda, w którym występował w latach 1990-1996.
W latach 1996–1997 był zawodnikiem Colónu Santa Fe. W ostatnich latach kariery występował w m.in. Huracánie, CA All Boys, Chacarita Juniors czy drugoligowym hiszpańskim klubie Real Jaén, w którym pożegnał się z futbolem w 2001 roku.

## Kariera reprezentacyjna
W latach 1989–1993 García grał dla reprezentacji Argentyny. W 1991 roku wystąpił w turnieju Copa América, który Argentyna wygrała. Na turnieju w Chile García wystąpił w dwóch meczach z Wenezuelą i Peru (bramka). W 1992 roku wystąpił w pierwszej edycji Pucharu Konfederacji, który zakończył się tryumfem Argentyny. Na turnieju w Rijadzie był rezerwowym i nie wystąpił w żadnym meczu.
Rok później uczestniczył w Copa América 1993, który Argentyna wygrała. Na turnieju w Ekwadorze wystąpił w dwóch pierwszych meczach z Boliwią i Meksykiem. Ogółem w latach 1991-1993 wystąpił w barwach albicelestes w 13 meczach, w których strzelił 3 bramki.

## Kariera trenerska
Po zakończeniu kariery piłkarskiej García został trenerem. Jako trener pracował w Defensores Unidos Zárate i Independiente Rivadavia Mendoza.